# مغالطة اشتراك التركيب
مغالطة اشتراك التركيب (Syntactic ambiguity)، أو مغالطة الغموض النحوي، أو الغموض التركيبي هي واحدة من مغالطات الالتباس التي تحدث عندما تحتمل الجملة الواحدة أكثر من معنى أو يتم تفسيرها بأكثر من طريقة بسبب بنية الجملة الغامضة.
لا ينشأ الالتباس هنا بسبب اختلاف معاني الكلمات أو عدم وضوحها وإنَّما بسبب العلاقة بين الكلمات وطريقة تركيب الجملة، ويمكن وصف عبارة بأنها ملتبسة إذا استطاع القارئ أو المستمع إعطاء أكثر من تفسير واحد لها.
أحياناً قد تخلق هذه المغالطة مشاكل ونزاعات قانونية وقضائية يطلب من المحاكم المختصة حلها كما في تفسير الالتباس الذي يحصل في بنود القوانين أو العقود.

## الأشكال المختلفة

### العبارات الغامضة كلياً
حتى نقول أنَّ العبارة غامضة كليَّاً فيجب أن يكون لها على الأقل تفسيران مختلفان، في هذا النوع من الجمل يبقى الغموض موجوداً بعد قراءة الجملة أو سماعها بشكلٍ كامل، أي أنَّه لا يمكن أن تؤدي إعادة قراءة الجملة إلى حل الالتباس الموجود، تحدث هذه المغالطة في كثيرٍ من الأحيان لأنَّ القارئ يميل إلى اختيار المعنى الذي يفهمه أو المعنى الأكثر احتمالاً وترجيحاً.

### العبارات الغامضة جزئياً
تحتوي الجمل الغامضة جزئياً على عبارة غير واضحة ولكن لها تفسير واحد فقط [5]، وعادةً ما يكون الالتباس الحاصل هنا مؤقتاً ويستمرُّ لفترة وجيزة فقط ويتمُّ حله لاحقاً، وأحياناً تكون المشكلة فقط صعوبة تفسير جملة سليمة من الناحية الهيكلية لأنَّ وضع تفسير واحد لها لن يكون التفسير النهائي المترابط.

## في العناوين
عادةً ما تتمُّ صياغة عناوين الصحف بأسلوب تلغرافي (على شكل عناوين رئيسية) تتجاهل لب الموضوع أو صلبه الأمر الذي يؤدي في النهاية لغموض أو التباس نحوي يخلق غموضاً نحوياً، النموذج الشائع الذي يتمُّ اعتماده هنا يعرف بمسار الحديقة Garden-path sentence والذي اقترحه داني بلوم في أغسطس 2009 ، هذه العبارات تكون صحيحة نحوياً ولكنها تبدأ بطريقة تجعل من تفسير القراء الأكثر ترجيحاً لها غير صحيح، أي أنها تقود القارئ نحو معنى مألوف على ما يبدو ولكنه ليس المعنى المراد أو المقصود في واقع الأمر، هذا الالتباس ينطوي على نوعٍ خاص من الجمل التي تخلق تفسيراً غامضاً بشكلٍ مؤقت لأنه يحتوي على كلمة أو عبارة يمكن تفسيرها بطرق متعددة، مما يجعل القارئ يبدأ في الاعتقاد بأنَّ العبارة تعني شيئاً معيناً ولكنها في الواقع تعني شيئاً آخر، وعند قراءتها قد تبدو الجملة غير منهجية ولا معنى لها تقريباً وغالباً ما تتطلب الجملة إعادة القراءة بحيث يمكن فهم معناها تماماً بعد التحليل الدقيق.

## في الإعلان
كثيراً ما يستخدم هذا النوع من المغالطات في مجال الإعلان والترفيه، والأمثلة على هذا الاستخدام كثيرة وشائعة منها النكات الشهيرة للمثل الكوميدي غروتشو ماركس مثل: «لقد أطلقت النار على فيل في بيجامتي، كيف دخل بيجامتي لا أعرف!!».
من الأهمية بمكان معرفة أنَّ الغموض الهيكلي أو النحوي قد ينشأ عن طريقة تركيب الجملة عندما يفهم المرء أنواع التركيبات النحوية التي ستؤدي إلى الغموض والالتباس، ولكي تعمل هذه التفسيرات يجب أن تكون متوافقة مع سياق العباراة ودلالاتها.

## الغموض النحوي والغموض الدلالي
في الغموض النحوي أو التركيبي يتمُّ تفسير نفس تسلسل الكلمات على أنه يحتوي على تراكيب ومعانٍ مختلفة، في المقابل تبقى البنية كما هي في الغموض الدلالي ولكن يتم تفسير الكلمات الفردية بشكل مختلف.

## نماذج الغموض النحوي

### النماذج القائمة على المنافسة
في النماذج المُستندة إلى المنافسة يبدو أنَّ التحليلات النحوية المختلفة تنافس بعضها البعض، وخصوصاً إذا كانت التراكيب اللغوية تقدِّم دعماً متماثلاً لكل تحليل من التحاليل، من ناحية أخرى عندما تدعم التراكيب النحوية المستخدمة أحد التحليلات على الآخر تكون المنافسة ضعيفة، بعد تجارب فان غومبل وآخرون (2005) أصبح نموذج إعادة التحليل مفضلاً على النماذج القائمة على المنافسة.

### نموذج إعادة التحليل
وفقًا لنموذج إعادة التحليل تحدث صعوبة التحليل بمجرد أن يدرك القارئ أن تحليل جمله غير صحيح فيما يتعلق بالتركيب النحوي الذي تمَّ تبنيه بالفعل، معظم نماذج إعادة التحليل متسلسلة بطبيعتها ممَّا يعني أنَّه لا يمكن سوى القيام بتحليل واحد في وقت واحد، وتدعم الأبحاث الحالية نموذج إعادة التحليل كسببٍ محتمل لحدوث الصعوبة في تحليل الجمل الغامضة.

## الاختلافات في التحليل بين الأطفال والكبار
يُفسِّر الأطفال الجمل الغامضة بشكل مختلفٍ عن البالغين بسبب قلة الخبرة والتجربة، فالأطفال لم يتعلموا بعد كيف تشير البيئة أوالقرائن السياقية إلى تفسير معين للجملة، كما أنَّهم لم يُطوروا بعد القدرة على الاعتراف بأن الكلمات والعبارات الغامضة يمكن تفسيرها بطرق متعددة ، عندما يقرأ الأطفال ويفسرون الجمل الغامضة النحوية فإنَّ السرعة التي يتم بها الالتزام النحوي الأولي تكون أبطأ في الأطفال مقارنة بالبالغين، بالإضافة لذلك يبدو أنَّ الأطفال أقل مهارة في إعادة توجيه تركيزهم إلى جزء الجملة الأكثر إفادة في التحليل، هناك أدلة أخرى تعزو الاختلافات في تفسير الجمل الغامضة إلى قصر فترة الذاكرة العاملة، وعلى الرغم من أن البالغين يملكون فترة ذاكرة عاملة أطول إلا أنهم يقضون أحياناً مزيداً من الوقت في حل الالتباس الموجود ولكنهم يميلون إلى أن يكونوا أكثر دقة في تفسيرهم النهائي.